# Barbara Moriggl
Barbara Moriggl (* 30. Juni 1982 in Schlanders) ist eine ehemalige italienische Skilangläuferin.

## Werdegang
Moriggl nahm im Dezember 2000 in Campra erstmals am Continental-Cup teil, wobei sie den 54. Platz über 5 km klassisch sowie den 37. Rang über 10 km Freistil belegte. Bei den Junioren-Skiweltmeisterschaften 2001 in Karpacz kam sie auf den 42. Platz im Sprint sowie auf den 33. Rang im 15-km-Massenstartrennen und bei den Junioren-Skiweltmeisterschaften 2002 in Schonach im Schwarzwald auf den 59. Platz über 5 km Freistil sowie auf den 16. Rang im Sprint. Ihr Debüt im Skilanglauf-Weltcup gab sie im Dezember 2003 in Toblach, wobei sie auf den 47. Platz im 15-km-Massenstartrennen kam. Im folgenden Jahr erreichte sie mit Platz 13 im Sprint in Bern ihre beste Platzierung im Weltcup. In der Saison 2005/06 errang sie im Alpencup jeweils einmal den zweiten sowie dritten Platz und damit den sechsten Platz in der Gesamtwertung. Bei ihrer einzigen Teilnahme an Olympischen Winterspielen im Februar 2006 in Turin belegte sie den 33. Platz im Sprint. In der folgenden Saison erreichte sie mit sieben Top-Zehn-Platzierungen, darunter zwei dritte Plätze den vierten Platz in der Gesamtwertung des Alpencups. Ihren achten und damit letzten Weltcup absolvierte sie im Dezember 2006 in Cogne, welchen sie auf dem 67. Platz über 10 km klassisch beendete. Im Jahr 2007 siegte sie beim Toblach–Cortina. Ihr Bruder Thomas Moriggl war ebenfalls als Skilangläufer aktiv.

## Weltcup-Gesamtplatzierungen
| Saison  | Gesamt | Gesamt | Sprint | Sprint |
| Saison  | Punkte | Platz  | Punkte | Platz  |
| ------- | ------ | ------ | ------ | ------ |
| 2004/05 | 20     | 71.    | 20     | 45.    |
| 2005/06 | 8      | 99.    | 8      | 66.    |